# لا فال د'أويتشو
بلدية لا فال د'أويتشو (بالإسبانية: Vall de Uxó)‏ (بالفالنسية:La Vall d'Uixó)، هي إحدى بلديات مقاطعة كاستيلون التي تقع في منطقة بلنسية، في شرق إسبانيا.
يبلغ عدد سكانها 31.553 نسمة وفقاً لإحصائية سنة (2006).

## أعلام
- سارا سوريبس تورمو
- أليكس ديبون
- أرتورو تيزون